# Tony Hadley
Anthony Patrick Hadley, noto come Tony Hadley (Londra, 2 giugno 1960), è un cantante britannico pop, soul e swing, ed ex frontman degli Spandau Ballet, gruppo musicale leader del cosiddetto movimento new romantic.

## Biografia

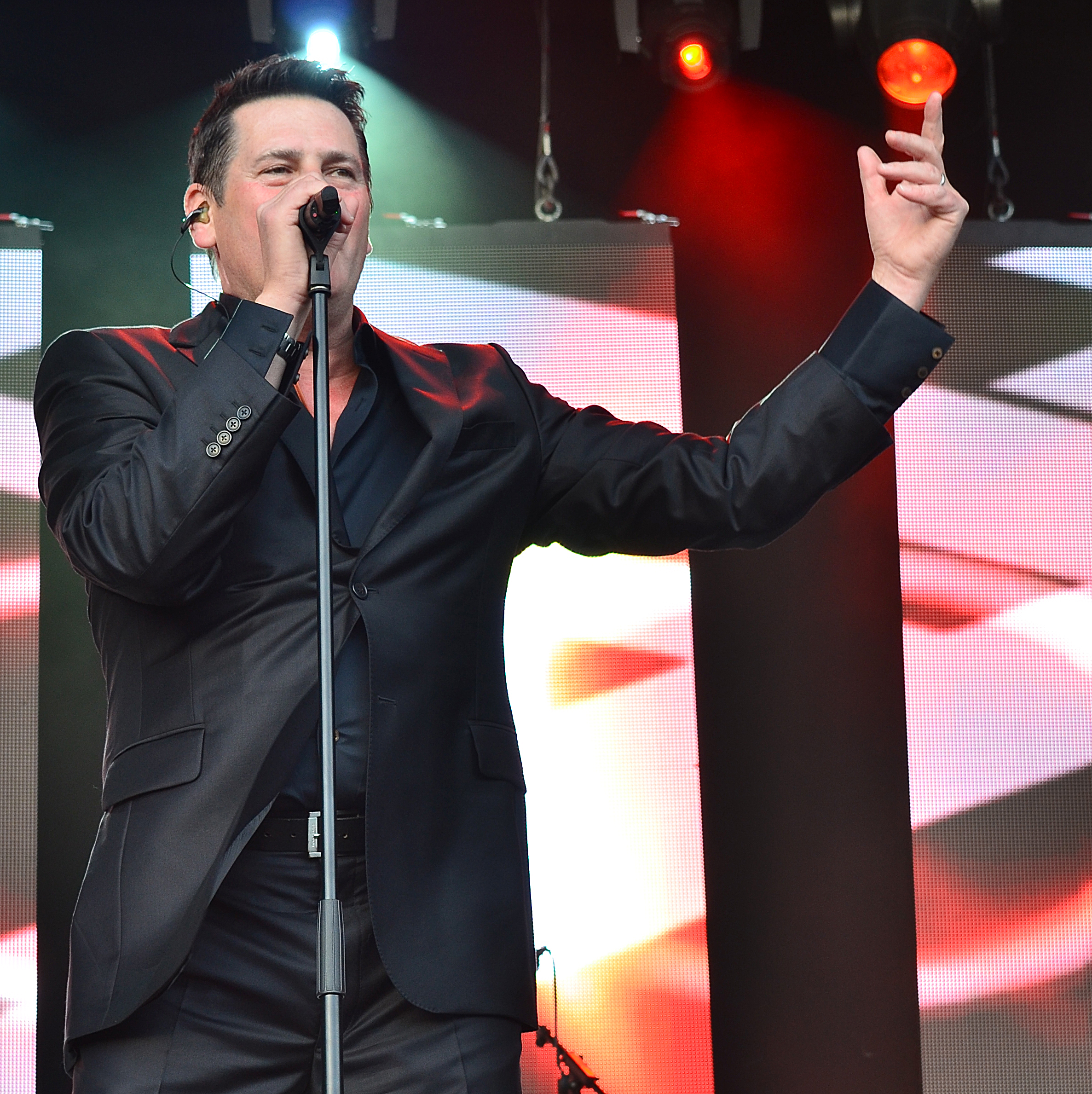
Tony Hadley nel 2014

La band degli Spandau Ballet, formatasi nel 1979, si sciolse dopo dieci anni esatti, dopo la pubblicazione dell'ultimo album di studio intitolato Heart Like a Sky, che non riuscì a ottenere lo stesso successo commerciale e di critica degli album precedenti, soprattutto di True del 1983 (la cui title track rappresenta l'unica N° 1 britannica del gruppo) e Parade del 1984 (da cui è tratto il loro ultimo successo USA, Only When You Leave, brano d'apertura e primo singolo estratto dall'LP). Heart Like a Sky non uscì nemmeno negli Stati Uniti, dove la band, per un periodo abbastanza lungo, si divise praticamente il pubblico con i rivali pop rock Duran Duran. Nell'aprile del 1999, Tony Hadley, con due ex compagni della band, il sassofonista e percussionista Steve Norman e il batterista John Keeble, fecero causa al chitarrista Gary Kemp, principale autore dei brani del gruppo, per una più equa divisione delle royalties, senza però spuntarla (in seguito, nonostante l'esito negativo dell'azione legale intentata, Steve Norman è tornato in buoni rapporti sia con Gary che con suo fratello, Martin Kemp, bassista del quintetto, rendendo meno difficile un'eventuale futura reunion)
Dopo lo scioglimento degli Spandau Ballet nel 1989, Tony continuò la carriera musicale come solista, ottenendo però molto meno successo. Dopo aver firmato con la major EMI, il cantante pubblicò il suo primo album, intitolato The State of Play, nel 1992. Concluso l'impegno con la casa discografica, Hadley formò la sua personale etichetta, la SlipStream Records, tuttora attiva, pubblicando come opera prima il singolo "Build Me Up", colonna sonora del film When Saturday Comes. Subito dopo, nel dicembre del 1996, l'artista partì per una breve tournée orchestrale europea, insieme a Joe Cocker, Paul Michiels, Dani Klein e Guo Yue, suonando di fronte a 500.000 persone, in sei settimane.
Di ritorno da quel tour, Hadley firmerà un contratto con la PolyGram TV, pubblicando, nel 1997, il suo secondo album di studio, intitolato semplicemente Tony Hadley e contenente una serie di cover ed altri brani, scelti sulla base del suo particolare timbro vocale. Il long playing, come il precedente, comprende anche alcuni pezzi da lui stesso composti, tra cui "She", dedicata alla figlia Toni. Il cantante è padre di cinque figli: Thomas, Toni e Mackenzie, avuti dalla prima moglie Leonie; Zara (nata il 21 dicembre 2006) e Genevieve (nata il 6 febbraio 2012) avute invece dalla seconda e attuale moglie Alison Evers. Tony Hadley si è separato da Leonie nel 2003, dopo 20 anni di matrimonio.
Negli intervalli di tempo trascorsi tra gli album di studio, l'artista ha fatto uscire, ripetutamente, un disco dal vivo, Obsession, registrato, in una sola serata, al noto club di Birmingham Ronnie Scott's. Pubblicato per la prima volta nel 1995, ristampato nel 2000 e poi, di nuovo, nel 2001, come Obsession Live, il disco è stato pubblicizzato, all'epoca della prima stampa, per mezzo del singolo Absolution, abbinato ad altri 3 brani, tra cui la storica ballad degli Spandau Ballet Through the Barricades (Numero 1 in Italia nel 1986); la seconda uscita è stata promossa, invece, dalla versione techno di Will U Take Me, uscita soltanto in Benelux e Spagna; nessun promo a sostenere la seconda ristampa del 2001, anche se, poco dopo, nel 2002, uscirà il singolo Sweet Surrender, remixato dai Milk Inc., perfettamente in linea con le sonorità e l'idea di base dell'album.
In passato e più di recente, Tony Hadley ha anche collaborato con diversi artisti e gruppi musicali della scena dance e di altri generi, nonché DJ come Tin Tin Out, Eddie Lock, Marc et Claude, Regi Penxten (dei Milk Inc.) e i Disco Bros., suonando con musicisti quali Alice Cooper, Paul Young, Jon Anderson e Brian May. Nel 1999 Alan Parsons lo sceglie per cantare il brano Out of the Blue nell'album The Time Machine. Dopo lo scioglimento degli Spandau Ballet, per il suo primo lavoro solista del 1992, Hadley aveva ricreato un quintetto base simile a quello del gruppo, portandosi dietro i due membri più fedeli della vecchia band, il batterista John Keeble e il tastierista e programmatore Toby Chapman, turnista fisso in quasi tutti gli album e i concerti live degli Spandau Ballet. L'attuale formazione della band che accompagna Tony Hadley, oltre a lui e a John Keeble, sempre rispettivamente alle voci e alla batteria, comprende invece: Phil Taylor alle tastiere, Phil Williams al basso, Richie Barrett alla chitarra ed Angie Grant ai cori.
Nei primi anni del nuovo millennio, Tony Hadley è stato notevolmente rivalutato, a causa di un "ironico" apprezzamento nei confronti del suo vecchio gruppo, gli Spandau Ballet: John Darnielle della band folk/rock indie The Mountain Goats ha espresso la sua grande ammirazione per la potenza vocale di Hadley, uno dei pochi cantanti professionisti, nella selva di autodidatti degli anni ottanta, in cui spesso bastava saper programmare una tastiera per ottenere il successo. Nel 2000 è uscita la sua prima raccolta di successi solisti, intitolata Debut.
Nel 2003 Tony Hadley ha vinto il reality show Reborn in the USA, in onda sull'emittente britannica ITV, a cui ha partecipato assieme ad Elkie Brooks dei Vinegar Joe, Peter Cox dei Go West e Leee John degli Imagination. Sull'onda della vittoria della trasmissione, oltre alla ristampa della prima compilation Debut, è uscita anche la sua seconda raccolta, intitolata True Ballads e contenente brani come solista, cover e canzoni tratte dal repertorio storico degli Spandau Ballet.
Successivamente Tony Hadley è stato molto occupato in ambito musicale: nel 2005, è stato in tour sia con Peter Cox dei Go West che con Martin Fry degli ABC. All'inizio del 2006, ha pubblicato l'album jazz-swing intitolato Passing Strangers (suo terzo album come solista), e si è imbarcato in una tournée "su richiesta", da marzo a maggio dello stesso anno, dopo di che, ha preso parte ad un big band tour, sempre nel corso dello stesso 2006.
A gennaio del 2007 ha partecipato, nel ruolo di un contorto avvocato, al musical Chicago, al Cambridge Theatre, un teatro del West End di Londra. Hadley ha rilevato la parte dall'attore Ian Kelsey (ex Emmerdale), recitando dal 29 gennaio al 14 aprile di quell'anno. Così ha commentato: «Tre mesi sono stati un periodo abbastanza lungo, non volevo abusare della calda accoglienza che mi è stata riservata. Il ruolo mi è stato offerto per telefono, così sono andato a vedere lo spettacolo di persona, e ho pensato che fosse fantastico. Mentre vi recitavo, ho ricevuto recensioni eccellenti. Chicago si sposava perfettamente con il mio album swing Passing Strangers, così, il tutto ha finito col funzionare alla perfezione». Il 22 febbraio 2007, durante la trasmissione TV Loose Women, Hadley ha dichiarato la sua altezza e il suo esatto peso (rispettivamente 193 cm per 111 kg). Ad agosto del 2007, ha ottenuto un nuovo ruolo come presentatore radiofonico per la Virgin Radio, rilevando lo show del venerdì sera "Friday Night Virgin Party Classics" da Suggs (cantante della band dei Madness). A gennaio del 2008, a Tony è stato affidato anche lo show del sabato sera "Saturday Night Virgin Party Classics". Il 1º settembre 2007 ha preso parte a un concerto con altri artisti e gruppi degli anni ottanta, al Culzean Castle,  nell'Ayrshire, Scozia. In questa sua performance, ha realizzato, tra le altre cose, una cover di Addicted to Love con i citati Martin Fry degli ABC e Peter Cox dei Go West.
Il 28 febbraio 2008 ha preso parte alla terza serata del Festival di Sanremo (in cui i partecipanti alla gara hanno reinterpretato le proprie canzoni con altri artisti), duettando, sia in inglese che in italiano, con l'artista italo-svizzero Paolo Meneguzzi, nel brano di quest'ultimo intitolato Grande.
Il 25 marzo 2009 gli Spandau Ballet, dopo 20 anni dal loro scioglimento, si sono riformati e il 19 ottobre pubblicano il loro primo album dopo 20 anni, intitolato Once More, dove ripropogono i loro più grandi successi rivisitati in chiave contemporanea, con l'aggiunta di due nuove canzoni. Il 3 luglio 2017, dopo 8 anni dalla reunion, Tony Hadley si separa definitivamente dal gruppo. Dopo la separazione, il cantante ha più volte smentito una possibile reunion con il gruppo, preferendo continuare come cantante solista. I restanti membri degli Spandau Ballet, a seguito delle dichiarazioni di Hadley, decidono di sciogliere definitivamente il gruppo nel 2019, precisando che non si sarebbero più esibiti senza la presenza di Tony Hadley come voce principale.
Nel gennaio 2011 canta assieme al rapper italiano Caparezza per la realizzazione del singolo Goodbye Malinconia, anteprima del disco Il sogno eretico. Alcune scene del videoclip sono state girate negli orridi della Val Taleggio (BG).
Dal 28 marzo al 25 aprile 2014 prende parte a La pista, talent show trasmesso da Rai 1 in prima serata e condotto da Flavio Insinna, nel ruolo di coach e caposquadra del gruppo di ballo Tacco10.
Nel 2016 Tony Hadley ha sostenuto attivamente il progetto benefico "Gli angeli" di Gaetano De Michele, volto a fornire supporto ai ragazzi diversamente abili.
Il 2 ottobre 2021 è ospite del programma Arena Suzuki '60 '70 '80, condotto da Amadeus  su Rai 1, dove canta True, Through The Barricades e Gold.
Il 16 novembre 2023 si esibisce a sorpresa al Teatro degli Arcimboldi con gli Elio e le Storie Tese, durante il tour "Mi resta solo un dente e cerco di riavvitarlo", eseguendo con la band italiana Gold e Suspicious Minds.
È un grande appassionato di calcio, tifa per l'Arsenal e gioca regolarmente con la squadra dei VIP tifosi dei Gunners. Sostiene inoltre il Partito Conservatore britannico.

## Band solista
- Tony Hadley: voce
- John Keeble: batteria
- Richard Barrett: chitarra
- Phil Williams: basso
- Phil Taylor, Andrea Grant: tastiere
- Simon Willescroft, Dave Williamson, Graeme Flowers, Dan Carpenter: ottoni

## Discografia con gli Spandau Ballet

### Album in studio
- 1981 - Journeys to Glory (#5 Regno Unito)
- 1982 - Diamond (#15 Regno Unito)
- 1983 - True (#1 Regno Unito, numero 19 Stati Uniti d'America)
- 1984 - Parade (#2 Regno Unito; numero 50 Stati Uniti d'America; numero 4 Australia)
- 1986 - Through the Barricades (#7 Regno Unito)
- 1989 - Heart Like a Sky (#31 Regno Unito)
- 2009 - Once More (#7 Regno Unito)

### Album dal vivo
- 2005 - Live from the N.E.C.

## Discografia solista

### Album in studio
- 1992 - The State of Play (EMI)
- 1997 - Tony Hadley (SlipStream Records)
- 2006 - Passing Strangers
- 2015 - The Christmas Album
- 2018 - Talking to the Moon
- 2024 - The Mood I'm In

### Raccolte
- 2000 - Debut (raccolta di brani solisti - ristampata nel 2003)
- 2003 - True Ballads (raccolta di brani solisti, cover e brani degli Spandau Ballet)

### Live
- 1995 - Obsession (ristampato nel 2000 e di nuovo nel 2001 - la 2ª ristampa è intitolata Obsession Live)

### Singoli
- 1992 - Lost in Your Love/Why Can't We Fall in Love/Theme No. 7
- 1992 - For Your Blue Eyes Only/Tonight/Close-up
- 1992 - The Game of Love/Fever (acoustic version)/On and On
- 1993 - Absolution/Through the Barricades/The Boys of Summer/Rock'n'Roll Suicide
- 1996 - Build Me Up/One to One/Jealous Mind/Build Me Up (instrumental) [colonna sonora per il film "When Saturday Comes"]
- 1998 - First of May (radio edit)/The First Cut Is the Deepest/Love Affair/Maybe You and I [singolo ritirato dal mercato in uscita]
- 1998 - Save a Prayer (radio edit)/She/Have You Seen Her/Save a Prayer (album version) [pubblicato solo in Belgio all'inizio di aprile]
- 1998 - Dance with Me/She [pubblicato solo nei Paesi Bassi il 16 febbraio]
- 1998 - Dance with Me (radio edit) [pubblicato solo in Italia]
- 1999 - Dance with Me (radio edit mix)/(extended mix)/(angels of love break) [CD singolo remix pubblicato solo in Italia]
- 2000 - Will U Take Me (single mix)/(Tony Hadley's a cappella)/(DJ Wout's level mix) [versione techno pubblicata solo in Benelux a novembre]
- 2000 - Will U Take Me (single mix)/(extended mix)/(DJ Wout's level mix)/(Tony Hadley's a cappella) [versione techno pubblicata solo in Spagna a novembre]
- 2002 - Sweet Surrender (Milk Inc. radio remix)/(Mr. Sam remixes) [pubblicato a maggio]
- 2006 - The Mood I'm in [promo pubblicato a novembre]
- 2007 - Wives & Lovers [pubblicato a gennaio]
- 2007 - The Good Life [pubblicato ad aprile]
- 2011 - Goodbye Malinconia con Caparezza
- 2020 - Obvious

### EP
- 2001 - "Tony Hadley EP": Get So Lonely, Beautiful Girl, Follow Me, Have I the Right [pubblicato il 17 settembre]